# Kiwi FC
Vailima Kiwi FC ist ein samoanischer Fußballverein aus der Hauptstadt Apia, der in der Samoa National League, der höchsten nationalen Fußballliga, spielt.

## Geschichte
Kiwi FC wurde 1977 von neuseeländischen Studenten in Apia gegründet. Der Verein gewann sieben Jahre nach der Gründung in der Saison 1984 seine erste Meisterschaft in der Upolu First Division und gewann im Folgejahr erneut die Meisterschaft. Es folgte 1997 ein weiterer Erfolg in der neugegründeten Champ of Champions League. Nachdem die Samoa Football Federation 2006 die Samoa Premier League gegründet hatte, gewann Kiwi 2011 und 2012 erneut die samoanische Meisterschaft. Daneben erreichte der Verein 1997 erstmals das Pokalfinale von Samoa.
2010 konnte dann Kiwi den bislang einzigen Samoa Cup, nach einem 3:0-Finalsieg über Moaula United gewinnen. In den beiden nachfolgenden Jahren konnte man jeweils das Finale erreichen, aber unterlag 2011 nach einem 5:2 Moaula United und 2012 nach einem 2:1 nach Verlängerung Lupe o le Soaga.
Am 8. September 2013 übernahm die Brauerei Vailima Breweries den vakanten Platz des Hauptsponsors und erwarb zudem für $15,000 die Namensrechte am Verein, der fortan als Vailima Kiwi FC spielt.
Im Oktober 2013 konnte man erstmals in der Geschichte des Vereins in das entscheidende Qualifikationsturnier für die OFC Champions League einziehen. Der Verein setzte sich beim OCL Preliminary Turnier in Amerikanisch-Samoa mit drei Siegen über den Gastgeber Pago Youth aus Amerikanisch-Samoa, Lotoha’apai United aus Tonga und Tupapa Maraerenga von den Cookinseln durch. Am 19. Oktober 2013 gewann der Verein das entscheidende Spiel im Pago Park Soccer Stadium in Amerikanisch-Samoa mit 3:0 gegen Tupapa Maraerenga von den Cookinseln und qualifizierte sich erstmals in der Geschichte für die OFC Champions League.

### Erfolge
- Upolu First Division: (2) 1984, 1985
- Champ of Champions: 1 1997
- Samoa Premier League: (4) 2011, 2012, 2014, 2018
- Samoa Cup: (2) 2010, 2014

## Stadion
Seine Heimspiele trägt die Mannschaft im 3.500 Plätze fassenden Football Federation Samoa B.H. auf Field 3 in Apia aus.

## Frauenfußball
Der Verein besitzt seit 2000 ebenfalls eine Frauenfußballmannschaft, die in der höchsten samoanischen Frauenfußballliga, der GM Bakery Ladies First Division spielt. Der Verein konnte im Jahr 2000 das Endturnier des Pokalwettbewerbes erreichen, wurde jedoch nur zweiter hinter Matautu Youth. Ein Jahr später feierte die Mannschaft nach einem 4:0-Finalsieg über den Lepea Soccer Club, seinen ersten Titel. Ein Jahr später in der Saison 2002 feierte die Mannschaft dann ihr erstes Double aus Meisterschaft und Pokalsieg. Es folgten 2004 und 2007 und 2011 drei weitere Meisterschaften, in der Nachfolger-Liga der GM Bakery Ladies First Division.

### Erfolge
- Women Premier League: (1) 2002
- GM Bakery Ladies First Division: (2) 2004, 2007, 2011
- Women Cup: (2) 2001, 2002
- Champ of Champs: (1) 2003
- Samoa Cup: (2) 2011, 2012